# Botanophila estonica
Botanophila estonica este o specie de muște din genul Botanophila, familia Anthomyiidae. A fost descrisă pentru prima dată de Elberg în anul 1970.
Este endemică în Estonia. Conform Catalogue of Life specia Botanophila estonica nu are subspecii cunoscute.